# 국립공주박물관
국립공주박물관(國立公州博物館)은 국립중앙박물관의 소속기관이다. 1975년 8월 20일 발족하였으며, 충청남도 공주시 관광단지길 34에 위치하고 있다. 관장은 학예연구관으로 보한다.
백제 문화를 보존하기 위해 1934년에 만들어진 공주고적보존회를 모태로 출범하였다. 1940년 조선총독부박물관 공주분관으로 개관하였고, 해방 후 1946년 국립박물관 공주분관을 거쳐 1975년 국립공주박물관으로 승격되었다. 그 후, 2004년 현재의 박물관으로 신축하여 개관하였다. 입장료는 따로 받지 않으며 무료 관람이라도 관람질서 유지 및 이용객 안전 등을 위해 '무료 관람권'을 발행한다. 따라서 표 받는 곳에서 무료 관람권을 발급받아 입장해야 한다. 단, 기획전시는 경우에 따라 유료일 수 있다.

## 연혁
- 1934년 : 공주고적보존회 발족

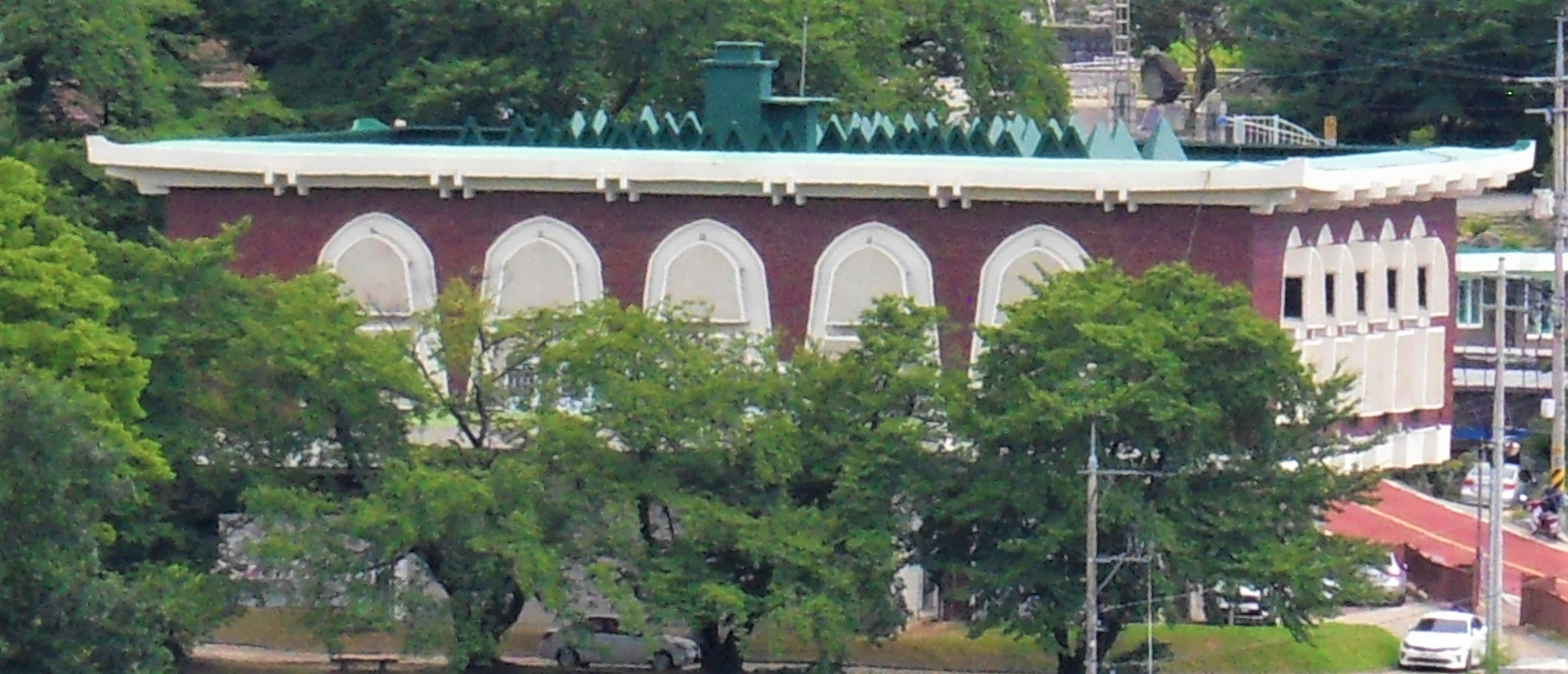
공주시 중동에 있는 옛 국립공주박물관 (현 충청남도역사박물관)

- 1940년 : 조선총독부 박물관 공주분관으로 개관
- 1946년 : 국립박물관 공주분관으로 개편
- 1973년 : 공주시 중동에 박물관 신축 개관
- 1975년 : 국립공주박물관으로 개편
- 2004년 : 현재의 웅진동 박물관으로 신축하여 개관

## 조직

### 관장
- 기획운영과[2]
- 학예연구실[3]

## 소장품
2016년 12월 31일 기준 소장품 현황은 다음과 같다.
| 금속     | 토제     | 도자기   | 석      | 유리 보석 | 초제 | 나무  | 골각 패갑 | 지    | 피모 | 사직 | 종자 | 기타 | 계       |
| -------- | -------- | -------- | ------- | --------- | ---- | ----- | --------- | ----- | ---- | ---- | ---- | ---- | -------- |
| 2,565건  | 20,598건 | 8,015건  | 4,605건 | 265건     | 3건  | 44건  | 6건       | 204건 | -    | 24건 | 3건  | 24건 | 36,356건 |
| 10,824점 | 28,640점 | 10,441점 | 5,888점 | 5,905점   | 3점  | 173점 | 6점       | 247점 | -    | 32점 | 10점 | 16점 | 62,185점 |

### 주요 소장품
- 무령왕릉 출토유물
- 공주 송산리 고분군출토유물
- 공산성 출토유물
- 정지산 유적 출토품
- 石槽(돌을 깎아서 물을 담아 쓰도록 만든 큰 그릇) 2기
- 석조여래입상
- 석탑

## 같이 보기
- 대한민국의 박물관과 미술관 목록
- 대한민국의 국립 박물관 목록